# Бротерус, Элина
Элина Бротерус (фин. Elina Anneli Brotherus; род. 29 апреля 1972, Хельсинки) — финский фотограф, награждённая высшей государственной наградой для деятелей искусства — медалью «Pro Finlandia» (2012).

## Биография
Родилась 29 апреля 1972 года в Хельсинки.
В 1990 году начала изучение аналитической химии, а в 1997 году окончила Хельсинкский университет со званием магистра в области философии.
В 1999 году переехала во Францию, работая по программе резиденции в Музее Нисефора Ньепса. В 2000 году окончила Высшую школу искусств, дизайна и архитектуры, обучаясь у Йормы Пуранена.
В 2012 году удостоена высшей государственной награды Финляндии для деятелей искусства — медали «Pro Finlandia».

## Творчество
В своих первых документальных и автобиографичных сериях фотографий «Девушка говорила о любви»/«Das M ldchen sprach von Liebe» (1997—1999) выступала в качестве модели и фотографа.
В 1999 году появилась серия «Французские последовательности 2»/«Suites franmaises 2», в которой у художницы проявился интерес к различным жанрам визуального искусства и исследованию таких аспектов, как пейзаж, портрет, интерьер и человеческая фигура.
После утверждения, высказанного директором галереи i8 в Рейкьявике Эддой Джонсдоттир, что «фотография — это новая живопись», появилась новая серия фоторабот, названная «Новая живопись»/«The New Painting» (2000—2004), где фотограф предприняла диалог с историей европейской живописной традиции, соединяя свои впечатления от любимых живописных вещей с фотографическими экспериментами — «Купальщики», «Женщина за туалетом» и др.
С 2003 года появились серии работ «Этюды с моделью»/«Model Studies» и серии «Этюды с моделью, танцоры»/«0tudes d’aprUs modUle, danseurs» (с артистом балета Стефаном Буйоном). Одной из знаковых работ художницы этого периода — аллюзия на тему Каспара Давида Фридриха — «Странник 2»/«Der Wanderer 2» (2004).

### Выставки
- 2008 — Италия (работы «Зеленое озеро» и «Пара»)
- 2008 — «Этюды с моделью, танцоры»/«0tudes d’aprUs modUle, danseurs» в галерее AMA Gallery в Хельсинки (сентябрь).
- 2009 — галерея YKY Gallery в Стамбуле.